# Инцидент в Сияхкяле
Инцидент в Сияхкяле (перс. رویداد سیاهکل‎) или движение Сияхкяль (перс. جنبش سیاهکل‎) — относится к партизанской операции против правительства Пехлеви, организованной иранскими фидаинами, которая произошла возле города Сияхкяль в Гиляне 8 февраля 1971 года. Партизаны атаковали пост жандармерии в Сияхкяле, убив трех полицейских и освободив двух ранее арестованных партизан.
Шахский режим, с целью подавить партизанское движение, принял жесткие меры. В первый год после инцидента в Сияхкяле САВАК удалось ликвидировать или арестовать почти всех членов-основателей организации фидаинов. Режим также казнил Бижана Джазани, известного лидера партизанской вооруженной борьбы, а также членов его группы, которые были заключены в тюрьму до инцидента в Сияхкяле. К концу 1976 года влияние фидаинов было ограничено университетскими городками, что явно свидетельствовало о том, что вооруженному движению не удалось вовлечь массы в борьбу. Ко времени революционных потрясений, приведших к революции 1979 года, фидаины и Моджахедин-э Халк — несмотря на тяжелые потери — были единственными уцелевшими партизанскими группами.
Тринадцать человек были осуждены и казнены за участие в этом инциденте, в том числе двое, которые в то время находились в тюрьме.
В марте 1971 года произошли первые вооруженные столкновения между силами режима (армия, САВАК) и вооруженными партизанами. В последующие месяцы САВАК арестовал еще 50 революционеров, предположительно связанных с инцидентом в Сияхкяле. На одном из брифинге для прессы и телевидения директор III-го департамента САВАК Парвиз Сабети подробно рассказал о выслеживании так называемой «Сияхкяльской группы». По утверждению оппозиции, к заключенным партизанам САВАК применяло изощренные методы пыток. Так, видному члену мешхедской группы фидаинов Мехди Савалани агенты САВАК переломали обе ноги, а после пыток расстреляли. Командир группы фидаинов Али Акбар Сафаи-Фарахани скончался от пыток во время допросов.
В июне 1979 года, во время суда над «палачами» САВАК, Батман Надерипур, он же Техрани, признался, что за 16 лет в качестве ключевого следователя секретной полиции пытал сотни людей и убил десятки. В частности, он заявил: «Объединенный антитеррористический комитет САВАК очень преуспел в начале своей деятельности, обнаружив и обезвредив несколько вооруженных политических групп, участвовавших в антишахской деятельности. Среди них были и члены так называемой „Сияхкяльской группы“…».
Инцидент в Сияхкяле показал, что, несмотря на все возможности САВАК, в Иране можно организовать подпольную революционную группу, как в Италии, или Западной Германии, или среди ирландских эмигрантов в Англии.
Для многих историков это событие знаменует начало «партизанской эры» в Иране — эпохи, которая закончилась Исламской революцией.